# روبرت سوان
روبرت سوان هو متزحلق جبال الألب كندي، ولد في 26 فبراير 1943.

## وصلات خارجية
- روبرت سوان على موقع أوليمبيديا (الإنجليزية)